# Nedre Kroksjön, Småland
Nedre Kroksjön är en sjö i Västerviks kommun i Småland och ingår i Storåns huvudavrinningsområde. Sjön är 16,8 meter djup, har en yta på 0,341 kvadratkilometer och befinner sig 126,8 meter över havet. Sjön avvattnas av vattendraget Melbyån.

## Delavrinningsområde
Nedre Kroksjön ingår i det delavrinningsområde (643886-152515) som SMHI kallar för Utloppet av Antvarden. Medelhöjden är 116 meter över havet och ytan är 41,09 kvadratkilometer. Det finns inga avrinningsområden uppströms utan avrinningsområdet är högsta punkten. Melbyån som avvattnar avrinningsområdet har biflödesordning 2, vilket innebär att vattnet flödar genom totalt 2 vattendrag innan det når havet efter 25 kilometer. Avrinningsområdet består mestadels av skog (74 procent). Avrinningsområdet har 3,32 kvadratkilometer vattenytor vilket ger det en sjöprocent på 8,1 procent.